# 로라 로프스
로라 로즈 로프스(혼전성 파커 볼스(Parker Bowles), 영어: Laura Rose Lopes, 1978년 4월 19일 ~ )는 영국의 학예사이다. 그녀는 앤드루 파커 볼스와 영국 왕비 카밀라의 딸이며, 따라서 그녀를 찰스 3세의 의붓딸로 만들었다.